# Europameisterschaften 1926
Als Europameisterschaft 1926 oder EM 1926 bezeichnet man folgende Europameisterschaften, die im Jahr 1926 stattfanden:
- Cadre-45/2-Europameisterschaft 1926
- Eishockey-Europameisterschaft 1926
- Eiskunstlauf-Europameisterschaft 1926
- Motorrad-Europameisterschaft 1926
- Ringer-Europameisterschaften 1926
- Ruder-Europameisterschaften 1926
- Schwimmeuropameisterschaften 1926
- Wasserball-Europameisterschaft 1926